# Нове Зґаґово
Нове Зґаґово (пол. Nowe Zgagowo) — село в Польщі, у гміні Завідз Серпецького повіту Мазовецького воєводства.
Населення — 169 осіб (2011).
У 1975-1998 роках село належало до Плоцького воєводства.

## Демографія
Демографічна структура станом на 31 березня 2011 року:
|          | Загалом | Допрацездатний вік | Працездатний вік | Постпрацездатний вік |
| -------- | ------- | ------------------ | ---------------- | -------------------- |
| Чоловіки | 83      | 23                 | 52               | 8                    |
| Жінки    | 86      | 16                 | 48               | 22                   |
| Разом    | 169     | 39                 | 100              | 30                   |